# Anthurium malagaense
Anthurium malagaense är en kallaväxtart som beskrevs av Thomas Bernard Croat och D.C.Bay. Anthurium malagaense ingår i släktet Anthurium och familjen kallaväxter. Inga underarter finns listade.